# Unela remanei
Unela remanei är en snäckart som beskrevs av Er. Marcus 1953. Unela remanei ingår i släktet Unela och familjen Microhedylidae. Inga underarter finns listade i Catalogue of Life.